# Villamayor del Río
Villamayor del Río ist ein Ort am Jakobsweg in der Provinz Burgos der Autonomen Gemeinschaft Kastilien-León. Der Ort liegt etwa 50 km östlich von Burgos und gehört administrativ zur Gemeinde Fresneña.
Durch das Gemeindegebiet fließt der Río Redecilla, der in der Sierra de la Demanda entspringt und nach Norden abfließt.

## Sehenswertes
- Pfarrkirche San Gil Abad